# Acidente do Embraer EMB-110 prefixo PT-SOG em 2023
O Acidente do Embraer EMB-110 prefixo PT-SOG refere-se a um grave acidente aéreo ocorrido em Barcelos, Amazonas, em 16 de setembro de 2023, que resultou na morte de 14 pessoas, tornando-se um dos acidentes mais mortais no Brasil. A causa do acidente ainda está sob investigação, mas más condições climáticas podem ter contribuído. A aeronave tinha autorização da ANAC, mas questões de manutenção são levantadas. A Manaus Aerotáxi emitiu uma declaração lamentando o acidente. As investigações continuam para determinar as causas exatas e garantir a segurança na aviação.

## Voo
O voo envolvido no acidente ocorrido em Barcelos, Amazonas, em 16 de setembro de 2023, partiu do Aeroporto de Manaus, no Amazonas, com destino ao Aeroporto de Barcelos, localizado no interior do estado. O acidente ocorreu durante a fase de aterrissagem na cidade de Barcelos. A distância entre as cidades de Manaus e Barcelos é de aproximadamente 400 quilômetros. A bordo da aeronave estavam um total de 14 pessoas quando ocorreu o acidente. O acidente ocorrido em Barcelos, Amazonas, em setembro de 2023, teve lugar durante a fase de aterrissagem da aeronave PT-SOG. O evento foi marcado por condições climáticas desfavoráveis, incluindo chuvas intensas na região.
De acordo com informações preliminares, no momento da aterrissagem, a aeronave enfrentou dificuldades devido às condições climáticas adversas, que incluíam fortes chuvas. Relatos sugerem que a aeronave chegou a aterrissar, mas não conseguiu frear adequadamente, o que resultou em um acidente grave. A aeronave saiu da pista durante a tentativa de parar e acabou sofrendo danos significativos.

## Aeronave

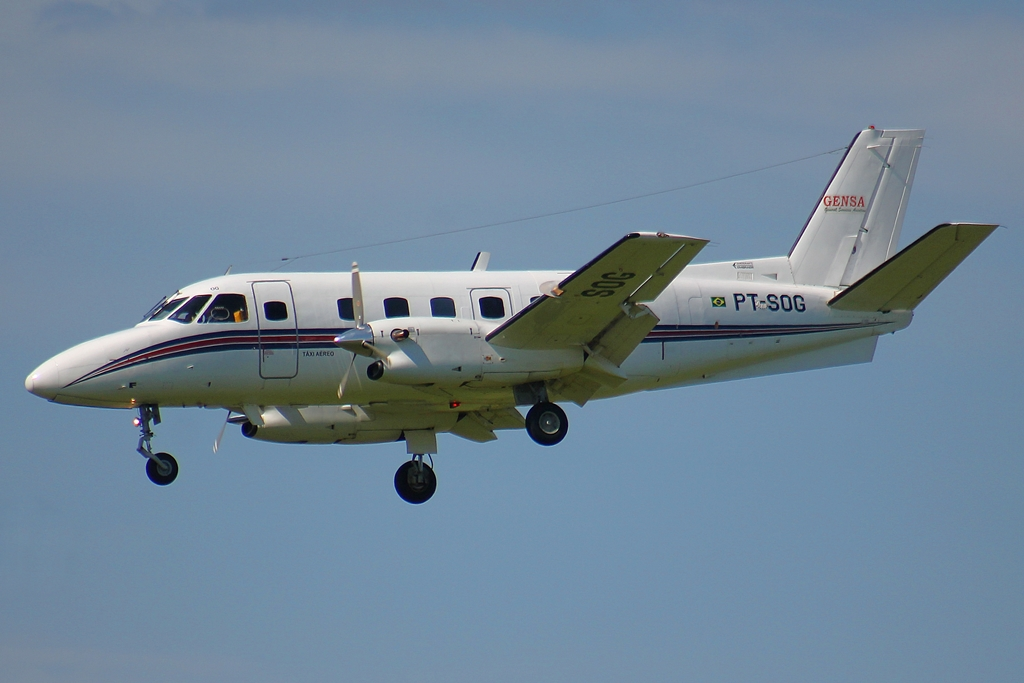
PT-SOG, a aeronave acidentada, fotografada ainda nas cores do seu antigo proprietário, a GENSA.

A aeronave envolvida no acidente ocorrido em Barcelos, Amazonas, em setembro de 2023, possuía a matrícula PT-SOG. Ela era de propriedade da empresa HOLDING R. PARTICIPAÇÕES E GESTÃO LTDA, com CNPJ 01239371000193, e era operada pela MANAUS AEROTAXI PARTICIPACOES LTDA, cujo CNPJ era 02324940000161. Este avião, fabricado pela EMBRAER em 1991, tinha o modelo EMB-110P1 e o número de série 110490. De acordo com o registro, sua habilitação para pilotos e classificação permitiam operações de pouso convencional com duas turbinas turboélice.
A aeronave tinha um peso máximo de decolagem de 5670 kg e podia acomodar até 18 passageiros. Era autorizada para voos noturnos de acordo com as regras de voo por instrumentos (IFR). A tripulação mínima necessária para operar essa aeronave, de acordo com a certificação, era de 2 pessoas.
Registrada como uma aeronave privada para serviço de transporte aéreo público não regular (táxi aéreo-TPX), sua matrícula era 13090. Entretanto, no momento do acidente, seu status operacional estava negado para táxi aéreo, devido a uma restrição de transferência de propriedade imposta por uma ordem judicial ou cessão de uso.
A data de compra ou transferência da aeronave foi registrada como 19/05/23, e seu Certificado de Verificação de CVA tinha validade até 22/11/23. No entanto, o motivo para a suspensão do Certificado de Aeronavegabilidade estava relacionado a danos anteriores, indicando que a aeronave havia sido avariada por um acidente ou incidente anterior.